# Strausz László
Strausz László (Vác, 1956. szeptember 30. –) egykori magyar labdarúgó.

## Sikerei, díjai
Ferencvárosi TC:
- Magyar labdarúgó-bajnokság ezüstérmes: 1988-89
- Magyar labdarúgókupa döntős: 1986